# Шульман, Джулиус (скрипач)
Джулиус Шульман, Юлиус Шульман (англ. Julius Shulman; 1 октября 1915, Нью-Йорк — 9 сентября 2000, Калвер-Сити, Калифорния) — американский скрипач.
Родился в семье еврейских эмигрантов из России. Начал учиться музыке у Жака Малкина в консерватории Манфреда Малкина, затем учился в Джульярдской школе у Эдуара Детье и в Кёртисовском институте у Ефрема Цимбалиста.
В восьмилетнем возрасте дебютировал на сцене Карнеги-холла. В 1934—1935 годах играл на виоле в ансамбле старинной музыки под руководством своего учителя Малкина. В бытность студентом Кёртисовского института Шульман был концертмейстером институтского оркестра и играл во Всеамериканском молодёжном оркестре под руководством Леопольда Стоковского. По окончании института в 1937 году он поступил в руководимый Стоковским Филадельфийский оркестр, связав свою дальнейшую карьеру преимущественно с игрой в оркестре, хотя на протяжении 1940-х годов, особенно во время Второй мировой войны, и дал целый ряд сольных концертов (особенно вместе с композитором и пианистом Чарльзом Хаубиэлом).
В 1944—1947 годах Шульман играл в составе Питсбургского симфонического оркестра, затем перешёл на позицию концертмейстера в оркестр радиокомпании WOR, с которым выступал также и как солист, завоевав значительную известность многочисленными радиотрансляциями. После роспуска этого коллектива в 1954 году Шульман выступал в составе различных коллективов, в 1959 году участвовал в исторических гастролях Нью-Йоркского филармонического оркестра под управлением Леонарда Бернстайна по Европе и СССР. В 1959—1970 годах играл в Бостонском симфоническом оркестре, в 1970—1975 годах — в оркестре Метрополитен-опера. В 1975—1990 годах — концертмейстер Симфонического оркестра Сан-Антонио.